# Saaremaa (compagnie maritime)
 (juin 2019).
Si vous disposez d'ouvrages ou d'articles de référence ou si vous connaissez des sites web de qualité traitant du thème abordé ici, merci de compléter l'article en donnant les références utiles à sa vérifiabilité et en les liant à la section « Notes et références ».

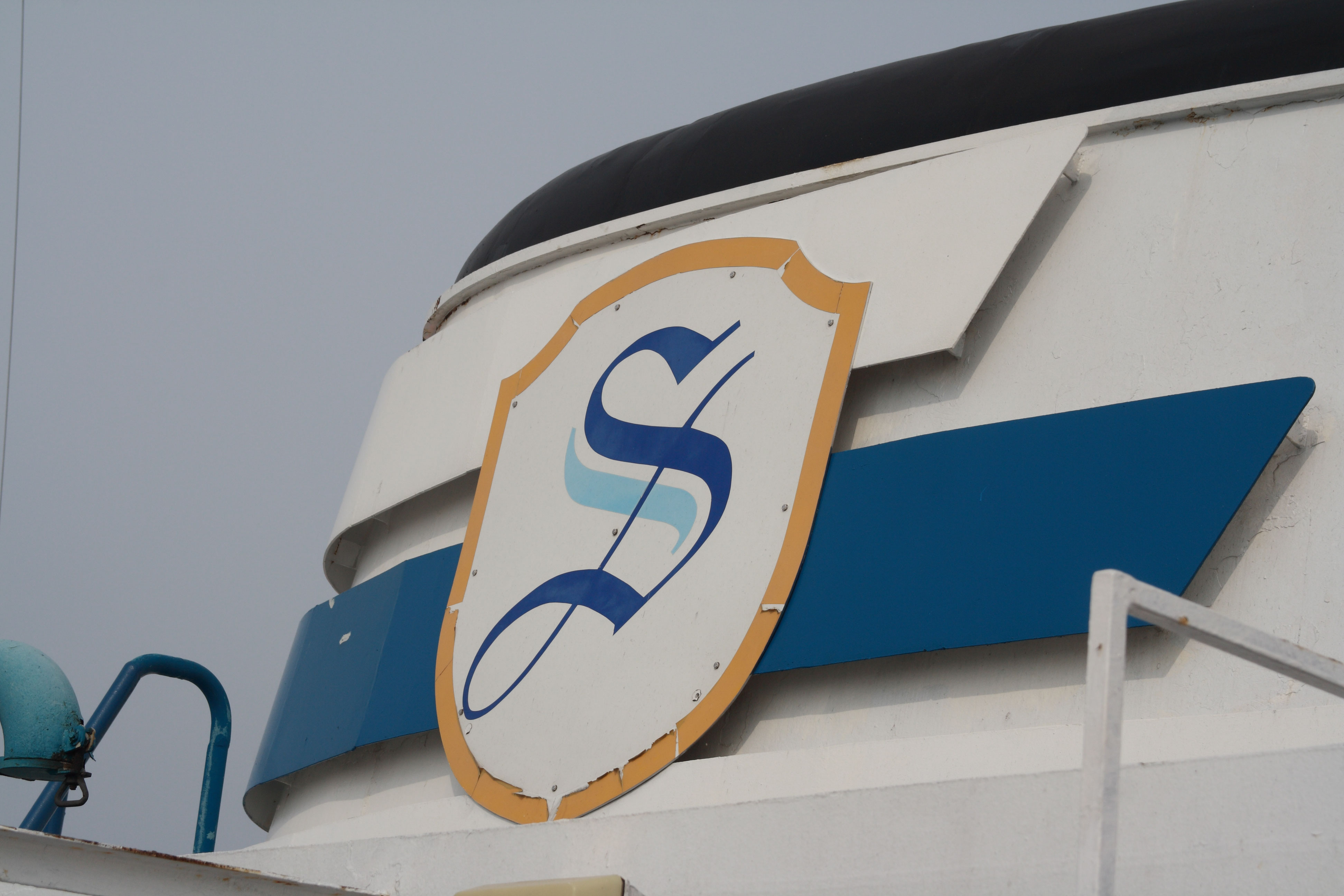
Logo de la compagnie Saaremaa sur le ferry Regula.

Saremaa Laevakompanii est une compagnie maritime estonienne desservant les principales îles du pays à savoir Saaremaa et Hiiumaa.

## Histoire
Saaremaa Laevakompanii emploie environ 150 personnes. La société anonyme Saaremaa Laevakompanii (SLK) a été fondée en 1992. Jusqu'en 1994, son activité principale était le transport de marchandises. À partir du 1er octobre 1994, l’entreprise a opéré une sérieuse mutation, préférant se concentrer sur le transport de passagers et de véhicules par ferry. Cette même année, la société a décroché un appel d'offres pour l’exploitation des lignes de ferry reliant les principales îles estoniennes avec le continent. Les traversées jouent un rôle clé dans le développement de l’économie insulaire. En 1994, trois traversées étaient exploitées par SA SLK à savoir Kuivastu-Virtsu, Rohuküla-Heltermaa et Rohuküla-Sviby. En 2001, la compagnie a ajouté la traversée Triigi-Sõru. En 2016, l’activité principale de la société mère est la maintenance technique des ferries. La société a aussi dans ses prérogatives la formation des membres d’équipages. À cet effet, en 2007, l’entreprise créa une fondation pour l’éducation maritime. Le but de celle-ci est de promouvoir la vulgarisation de l’enseignement maritime en Estonie.

## Construction navale[2]
La société SLK a chapeauté la construction de trois nouveaux ferries sur une période s’échelonnant de 2007 à 2011. Les coques des trois navires ont été assemblées sur le chantier naval JSC Western à Klaipėda. Une fois assemblées, celles-ci, ont été remorquées vers un chantier naval norvégien où les travaux d’électricité ainsi que l’aménagement intérieur ont été réalisés. Les nouveaux traversiers, le Muhumaa (Mars 2010), le Saaremaa (juin 2010) et le Hiiumaa (mai 2010) ont chacun une capacité de 160 voitures et 600 passagers. Les navires mesurent environ 97 mètres de long, 18 mètres de large et ont un tirant d’eau de 4 mètres. “The Royal National Institution of Naval Architects in the UK” a désigné le Saaremaa and le Muhumaa comme faisant partie des 50 navires remarquables construits en 2010[réf. nécessaire].

## Filiales
L’entreprise compte différentes filiales.
En 2005 est créée la filiale Väinamere Liinid. Un an plus tard, cette même filiale remporte un appel d’offres et se trouve chargée de l’exploitation des traversées Kuivastu-Virtsu, Rohuküla-Heltermaa, Rohuküla-Sviby et Triigi-Sõru. Depuis le printemps 2012, deux nouvelles lignes se sont rajoutées à savoir les connexions entre Roomassaare-Ringsu et entre Pärnu-Ringsu.
Aussi en 2005 est créée la filiale SSC Ferries OÜ. Celle-ci se voit confier de 2005 à 2008 la traversée internationale entre Mõntu en Estonie et Ventspils en Lettonie. Cette ligne est récompensée du titre de la meilleure prestation touristique lettonne en 2005. Le ferry qui effectuait la traversée était le MV Scania. Autrefois propriété de la flotte SLK, le navire navigue maintenant en Italie sous la dénomination « Emanuele d’Abundo Primo ». Durant l’hiver 2006, la filiale lança la traversée internationale entre Sillamäe en Estonie et Kotka en Finlande. Le ferry Vironia sillonnait cette route mais l’exploitation de celle-ci cessa malheureusement, avec toutefois l’espoir de reprendre à un moment donné.

## Flotte
La compagnie s’était, à ses débuts, spécialisée dans le transport de marchandises. Ses premiers navires furent des vraquiers : l’Alma, le Reet et le Katrin. Après avoir opéré la transition vers le transport de passagers, la flotte dispose actuellement de nombreux ferries. En 2013, la flotte en comptait huit à savoir le Muhumaa, le Saaremaa, le Hiiumaa, le Regula, le St Ola, le Ionas, le Harilaid et enfin le Kõrgelaid. Plusieurs navires ont depuis été construits comme le Runö et le Ormsö.
| Nom                        | Type de navire             | Date et lieu de construction | LOA    | Largeur | Vitesse max | GT   | NT   | Tirant d’eau |
| Muhumaa, Saaremaa, Hiiumaa | Ferry voiture et passager  | 2010, Norvège                | 97.84m | 18.00m  | 16 nœuds    | 5233 | 1849 | 4.00m        |
| Regula                     | Ferry voiture et passager  | 1971, Allemagne              | 71.20m | 16.30m  | 14.5 nœuds  | 3774 | 1157 | 4.20m        |
| Runö                       | Catamaran passager HSC     | 2012, Estonie                | 23.9m  | 8m      | 25 nœuds    | N.D  | N.D  | 1.28m        |
| St. Ola                    | Ferry passager             | 1971, Allemagne              | 85.95m | 16.30m  | 14.5 nœuds  | 4833 | 1449 | 4.00m        |
| Kõrgelaid                  | Ferry voiture et passager  | 1985, Lettonie               | 49.92m | 12.80m  | 12 nœuds    | 1028 | 308  | 3.10m        |
| Harilaid                   | Ferry voiture et passage   | 1985, Lettonie               | 49.90m | 12.80m  | 10 nœuds    | 1028 | 308  | 3.10m        |
| Aegna                      | Navire passager et à cargo | 1979, Norvège                | 25.91m | 5.82m   | 22 nœuds    | 93   | 37   | 1.35m        |